# Pacu
Taxons concernés
Le pacu (nom provenant des Amérindiens du Brésil) est un terme commun utilisé pour désigner différentes espèces de poissons dulçaquicoles vivant en Amérique du Sud regroupés dans la sous-famille des Serrasalminae, et apparentés aux piranhas, mais herbivores ou omnivores. Les deux espèces principales sont le tambaqui Colossoma macropomum et le pacu véritable ou pacu rouge Piaractus brachypomus. Une espèce porte également de manière officielle et scientifique le terme de "Pacu", Myleus pacu.

## Genre
Neuf genres contiennent des espèces appelées Pacu :
- Colossoma
- Metynnis
- Mylesinus
- Myloplus
- Mylossoma
- Ossubtus
- Piaractus
- Tometes
- Utiaritichthys

## Canular
En 2011, un documentaire de Jeremy Wade (River Monsters), sorti sur la chaîne Animal Planet, développe pour la première fois l'histoire d'attaques de pacus sur des hommes. Il précise, au début du reportage, que des papous se trouvant dans l'eau sont morts d'exsanguination à la suite de morsures de pacus dans leurs parties génitales, et à la castration qui se serait ensuivie (en réalité, à la fin du reportage, Jeremy Wade retrouve l'un des deux protagonistes, bel et bien vivant qui explique qu'il se porte bien malgré le fait qu'il ait subi une grave morsure quelques années auparavant). Selon lui, le pacu, originaire d'Amazonie et introduit par l'homme en Papouasie-Nouvelle-Guinée, ne trouvant pas les noix dont il se nourrit habituellement dans son nouvel habitat, aurait adapté son régime alimentaire et serait devenu complètement omnivore. Wade précise que le pacu se rabattrait sur ce qui ressemble à des noix, y compris des testicules. Les faits ont ensuite été repris par le Daily Mail comme faits véridiques. À l'époque, aucune autre source ne mentionne ces agressions.
En 2012, des pacus aperçus en Illinois amènent certains médias à prétendre qu'ils sont originaires de manipulations génétiques réalisées par des lesbiennes athées (sic) et avancent le chiffre de 49 attaques en quelques jours. C'est le site satirique Christwire qui est à l'origine de ce canular, lequel a été ensuite propagé par plusieurs médias comme une simple information.
En 2013, un pacu est pêché dans les eaux du détroit d'Øresund. Il est identifié par le Muséum d'histoire naturelle du Danemark comme n'étant pas un piranha mais bien une espèce apparentée, principalement végétarienne. Les chercheurs du Musée d'Histoire Naturelle de Copenhague blaguent alors sur le fait que le poisson pourrait attaquer les testicules de nageurs en les confondant avec des noix ,. Les médias diffusent l'information à l'international en lui donnant plus de crédibilité ,. 
Les attaques visant les testicules des baigneurs relèveraient néanmoins de la légende. « On dit ça de beaucoup de poissons, mais ça relève plus du mythe qu’autre chose. Il n'y a quasiment personne à qui c’est arrivé, mais toujours un pêcheur pour le raconter » explique Bernard Hugueny, chercheur au Muséum national d'histoire naturelle de Paris et spécialiste en poissons tropicaux.
Fin août 2013, un pacu est pêché à Paris dans la Seine, la rumeur refait surface mais est rapidement dénoncée par Bernard Hugueny.  Selon le chercheur, ce genre de récit est courant dans plusieurs cultures et existe aussi en Afrique. D'après lui, il est peu probable qu'un animal végétarien attaque l'homme.